# Allan Whitwell
Allan Whitwell (York, 5 de mayo de 1954) es un deportista británico que compitió en remo.
Participó en tres Juegos Olímpicos de Verano entre los años 1976 y 1984, obteniendo una medalla de plata en Moscú 1980 en la prueba de ocho con timonel. Ganó dos medallas en el Campeonato Mundial de Remo, oro en 1986 y bronce en 1987.

## Palmarés internacional
| Juegos Olímpicos   | Juegos Olímpicos         | Juegos Olímpicos  | Juegos Olímpicos   |
| Año                | Lugar                    | Medalla           | Prueba             |
| ------------------ | ------------------------ | ----------------- | ------------------ |
| 1980               | Moscú (URSS)             | Medalla de plata  | Ocho con timonel   |
| Campeonato Mundial |                          |                   |                    |
| Año                | Lugar                    | Medalla           | Prueba             |
| 1986               | Nottingham (Reino Unido) | Medalla de oro    | Doble scull ligero |
| 1987               | Copenhague (Dinamarca)   | Medalla de bronce | Doble scull ligero |